# Dorfrocker
ドルフロッカー (Dorfrocker)はドイツの音楽グループである。 彼らの音楽はParty Rockセクションに割り当てられ、フォークミュージック、ロックミュージック、カントリーミュージックの要素を含んでいる。 Dorfrockerは100以上のテレビ番組に出演し、グループは、トビアス、マーカス、フィリップのトーマン3兄弟から構成。
国内外で1000を超えるライブコンサートを行い、Facebookでは146,000人以上のフォロワーがいる。  2017年には、エコー賞の「Volkstümliche Musik」カテゴリーにノミネートされるなど、幅広く活動を行っている。

## 作品
アルバム
- Party, Mädels geile Zeit (2007)
- Jetzt geht’s richtig ab (2008)
- Remmi Demmi (2010)
- Alm-Alarm − Das Beste der Dorfrocker (2011)
- Roll den roten Teppich aus (2012)
- Dorfkind und stolz drauf! (2014)
- Holz (2015)
- Heimat.Land.Liebe. (2016)

シングル
- Und ab geht die Lutzzzi (2008)
- Vogelbeerbaum / Schwarz-Rot-Gold (2010)
- Auf der Alm (2011)
- Dorfkind (2012)
- Tiefkühlpizza (Ingeborg Marie) (2013)
- So kenn i di (2014)
- Freibierotto (2014)
- Unterm Sternenzelt (2014)
- Die Glöcknerin von Dingolfing (2015)
- Daumen hoch (2017)
- Dorfkind (Mallorcastyle-Mix) – Mia Julia Brückner feat. Dorfrocker (2017)
- Machmalärm (2017)